# Akceptor
Akceptor – cząsteczka, pojedynczy atom lub jon, który przyjmuje elektron, proton, grupę funkcyjną lub określony jon od innych cząsteczek w trakcie reakcji chemicznej. Cząsteczki dostarczające (przeciwne akceptorowym) nazywane są donorami.
Termin ten jest zwykle stosowany razem z określeniem co jest przyjmowane. Np. w teorii Bronstedta kwasy to donory protonów, a zasady to akceptory protonów. Gdy termin ten jest używany bez określenia co jest dostarczane, zwykle w domyśle jest przyjmowane, że mowa jest o akceptorze elektronów.
W tym sensie mówi się o akceptorze w kontekście domieszkowania półprzewodników. Półprzewodniki domieszkowane akceptorami elektronów (nośnikami mniejszościowymi) są określane jako  typ p. Ich przewodnictwo elektryczne wynika z faktu występowania w nich deficytu elektronów, który objawia się w postaci tzw. dziur elektronowych.